# Фердинанд II Габсбург
Фердинанд II (нім. Ferdinand II von Habsburg; 9 липня 1578 — 15 лютого 1637) — король Богемії (1617—1637), Угорщини, титулярний король Галичини та Володимирії (1618—1637), імператор Священної Римської імперії (1619—1637) з династії Габсбургів. Син ерцгерцога Середньоавстрійського Карла II і Марії Баварської.

## Біографія

### Дитинство і молодість

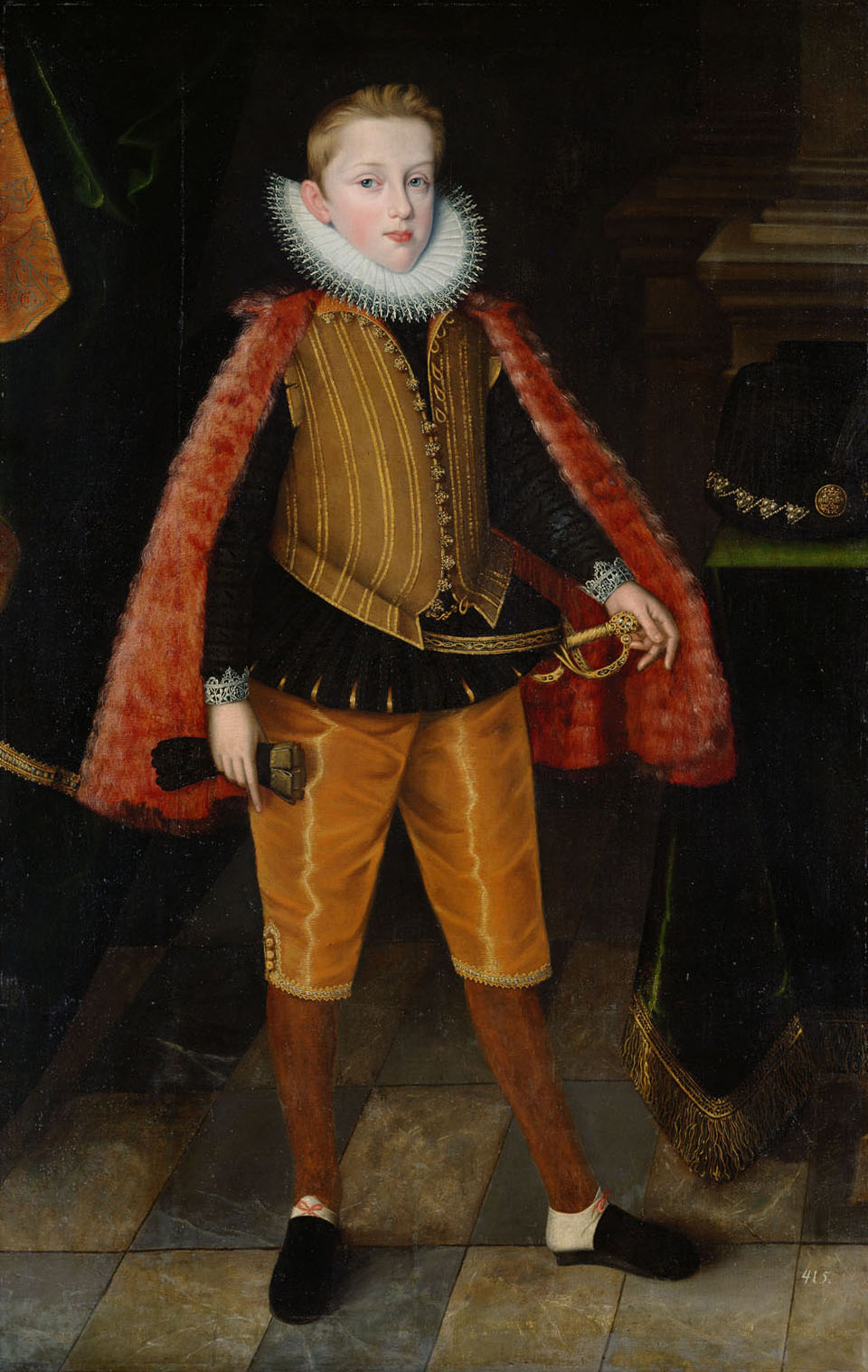
Юний Фердинанд, Якоб Де Монте 1591/1593

Фердинанд рано втратив батька і виховувався у дядька, баварського герцога Вільгельма. З 1590 року він навчався в Інгольштадтському університеті, де викладали єзуїти. Майбутнього імператора виховували як палкого католика, переконаного в своїй особливій місії. З ранніх років і до самої смерті Фердинанд вважав себе воїном католицької церкви, призначеним від Бога відновити її учення. 1595 року він повернувся у Грац, а вже наступного року вступив у володіння своїм Середньоавстрійським герцогством (до складу якого входили Штирія, Каринтія і Крайна).

## Правління

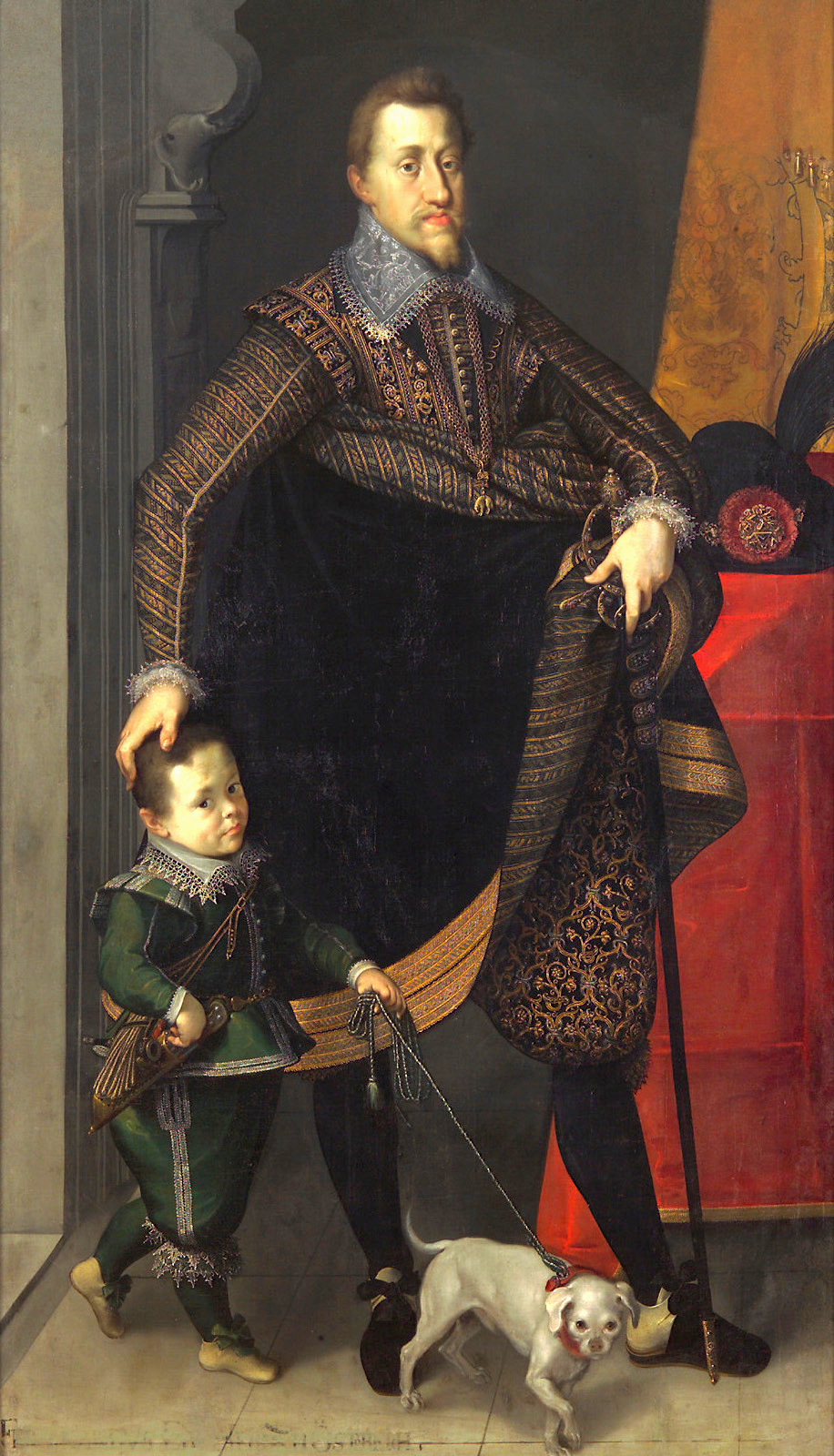
Фердинанд зі своїм карликом

За складом характеру Фердинанд був доволі приємною світською людиною. Він легко сходився з людьми, був щедрий, пристрасно любив музику і гаряче захоплювався полюванням. Разом з тим це як державний діяч він був дуже діяльним і ніколи не нехтував своїми обов'язками. Але головною рисою імператора була фанатична відданість католицькій церкві. Єзуїти мали на нього величезний вплив. Двоє з них завжди знаходилися в його передпокої і мали право заходити до нього повсякчас, навіть вночі, для поради і повчання.
Ледве прийнявши владу, молодий герцог почав переслідувати протестантів. Усім, хто не бажав змінювати віросповідання, Фердинанд наказував покидати країну. Через декілька років в австрійських володіннях, де раніше мало не половина населення складалася з лютеран і кальвіністів, не залишилася жодної протестантської церкви.
Оскільки старші двоюрідні брати Фердинанда, Рудольф II і Матвій, не мали синів, його з початку XVII століття почали розглядати як потенційного спадкоємця. З кожним роком він набирав дедалі більше впливу на імперські справи. 1617 року Фердинанд був обраний королем Богемії, а наступного року вступив на угорський престол. Одночасно йшли складні переговори з імперськими князями про обрання Фердинанда імператором Священна Римська Імперія.
У травні 1618 року, спалахнуло повстання в Празі, що послужило прологом до Тридцятирічної війни. Дізнавшись про празькі події, Фердинанд наказав заарештувати головного радника імператора Матвія кардинала Клезеля, який пропонував піти на поступки чехам. Після цього старий імператор Матвій вже нічим не заважав Фердинанду і слухняно підписував всі його укази.

## Тридцятирічна війна
Тим часом, повстання в Чехії підтримали протестанти у самій Австрії. Чехи під проводом графа Турна рушили на Відень і в червні 1619 року оволоділи його передмістями. Того ж року австрійські бунтівники захопили імператорський палац і зажадали від Фердинанда проголосити релігійну свободу. Один з відважних вождів опозиції, Тонрадель вхопився навіть за ґудзик імператорської куртки і кілька разів штовхнув Фердинанда в груди. На щастя, для Фердинанда в місто якраз вступив вірний йому кавалерійський загін, і бунтівники були налякані гучним звуком труб і покинули палац.
У серпні 1619 року, після смерті Матвія, Фердинанда було обрано імператором. Він вступив на престол за дуже скрутних обставин — тільки-но, розпочалася Тридцятирічна війна, вона йшла з перемінним успіхом, і так і не закінчилася за його життя. Він помер через два роки після Празького миру, передавши імперію своєму сину Фердинанду III Габсбургу.

## Родина
1 Дружина — Марія Анна (1574—1616), дочка герцога Баварського Вільгельма V.
Діти:
- Фердинанд III (1608—1657) —імператор Священної Римської імперії,
- Марія Анна (1610—1665) —одружена з курфюрстом Баварії Максиміліаном I,
- Цецилія Рената (1611—1644) —одружена з королем Польщі Владиславом IV,
- Леопольд Вільгельм (1614—1662) — губернатор іспанських Нідерландів

2 Дружина — Елеонора Гонзага, дочка герцога Мантуї Вінченцо I і Елеонори Медічі.
Діти: не було.